# Ligonier (Pennsylvania)
Ligonier ist ein Borough in Westmoreland County, Pennsylvania, Vereinigte Staaten. Das U.S. Census Bureau hat bei der Volkszählung 2020 eine Einwohnerzahl von 1.513 ermittelt.
Der Ort wurde in den 1760er Jahren besiedelt.  Bekannt ist der Borough durch den nahegelegenen Idlewild Park, einen der ältesten Freizeitparks in Amerika. Auch das Seven Springs Mountain Resort liegt in der Nähe. Eine weitere Touristenattraktion ist das Festival Fort Ligonier Days, eine Parade und Kunsthandwerkermarkt, der jeden Herbst drei Tage lang stattfindet, sowie Ligonier Market im Sommer. Ligonier ist Teil des Pittsburgh-Metropolitan Statistical Area.
Bei Ligonier liegt auch das Fort Ligonier, eine Rekonstruktion eines Frontier Forts aus der Zeit des French and Indian War. Der Hauptplatz des Ortes, der Diamond verfügt über einen Konzertpavillon (bandstand).

## Geographie
Der „Borough of Ligonier“ wird vollständig vom Ligonier Township umschlossen, das eine separate Gemeinde darstellt. Der Borough umfasst ein Gebiet von 0,5 sqmi (1,3 km²).
Der Ort liegt zwischen den Falten der Ausläufer der Appalachen, die bei Sheep Hill (⊙) im Südosten bis auf 644 m ansteigen, beziehungsweise bis auf ca. 600 m bei Rock Hollow (⊙) im Nordwesten. In Ligonier fließen mehrere Bäche zum Mill Creek, der nach Norden entwässert und bei Rock Hollow / Saint Clair Hollow eine tiefe Schlucht bildet. Diesem Verlauf folgt auch der U.S. Highway 30.

## Geschichte
1758 starteten die Briten eine große Kampagne um die französischen Truppen von den Pässen des Ohio River („Forks of the Ohio“, heute das Gebiet von Pittsburgh) zu vertreiben. Die Stelle am Loyalhanna Creek war der Platz des westlichsten Camps, bevor man den Ohio erreichte. Die Briten unterhielten hier ein großes Heerlager, sozusagen eine mobile Stadt mit 6000 Soldaten, wodurch der Ort zeitweise der bevölkerungsreichste Ort in Pennsylvania nach Philadelphia wurde. Das Fort erhielt seinen Namen „Fort Ligonier“ nach John Ligonier, einem britischen Adligen französischer Herkunft, der im Rang eines Field Marshal in der British Army diente. Später wurde der Name der Siedlung, die rund um das Fort entstand abgekürzt zu Ligonier.
1817 wurde der Philadelphia-Pittsburgh Turnpike fertiggestellt, eine Schotterstraße und Vorläufer der heutigen US Route 30. Fort Ligonier war ein wichtiger Rastplatz für Reisende und im Hinblick darauf gestaltete ein geschäftstüchtiger Siedler, John Ramsay (auch: Ramsey) den Straßenplan, inklusive des Hauptplatzes, der nun als „Diamond“ bekannt ist. Ursprünglich erhielt die Stadt den Namen Ramseytown und wechselte später zu Wellington (nach Duke of Wellington). Am Ende blieb der heutige Name. Einige Jahrzehnte lang prosperierte der Ort. Am 10. April 1834 wurde Ligonier als Borough „incoporated“ (konstituiert).
1852 jedoch wurde die Pennsylvania Railroad fertiggestellt, die Ligonier umging und stattdessen durch die Siedlungen Bolivar und Latrobe führte. Der Verkehr wechselte von Pferdefuhrwerken auf die Eisenbahn und bescherte dem Ort einen Einwohnerschwund von bis auf 350 Einwohner (Census von 1860).
Ligonier erfuhr einen neuen Schub, als die Ligonier Valley Railroad 1877 fertig gestellt wurde, die den Ort mit Latrobe verband, wo Verbindungen zur Pennsylvania Railroad erhältlich waren. Die Ligonier Valley Railroad ermöglichte auch den Abtransport von Holz, Kohle und Bruchstein, die im Ligonier Valley gewonnen wurden. Das beschleunigte noch einmal die Entwicklung des Ortes. Die Bahnverbindung ermöglichte auch Bürgern aus Pittsburgh Ligonier zu besuchen und es entstand eine Tourismusbranche als Sommer Resort. Einige der größeren Veränderungen des Ortes stammen aus dieser Zeit. 1894 wurde der Diamond, der bis dahin als Korral für Pferde und Wagen genutzt worden war, zu einem Park mit Konzertpavillon umgestaltet wurde. Ein großes Hotel, Hotel Breniser, wurde 1900 dort erbaut, wo heute das Rathaus steht. Von 1909 bis 1910 errichtete die Ligonier Valley Railroad eine schmucke Station und Verwaltungsgebäude, die noch heute in 339 West Main Street zu sehen sind.
1952 endete der Betrieb der Ligonier Valley Railroad aufgrund von Raubbau der Holzwirtschaft, Rückgang der Kohlewirtschaft und zunehmenden Verlusten beim Personenverkehr aufgrund der Konkurrenz durch Personenkraftfahrzeuge.
Die Pittsburgh, Westmoreland and Somerset Railroad war eine zweite Eisenbahngesellschaft, die Ligonier zwischen 1899 und 1916 anfuhr, wenn auch mit weniger Erfolg als die Ligonier Valley Railroad.
In Ligonier gibt es drei Gebäude in der Liste des National Register of Historic Places: Fort Ligonier (216 South Market Street); Ligonier Historic District, rund um den Diamond und die ältesten Teile des Boroughs; sowie die abgerissene Ligonier Armory.
Ligonier und die Umgebung sind stark mit der Mellon-Familie verbunden, einer Banker-Dynastie, der noch immer große Ländereien in der Umgebung gehören. Allein das Huntland Downs Estate umfasst 30.000 Acres (121 km²) und bildet das Herzstück der Mellon Land Holdings.

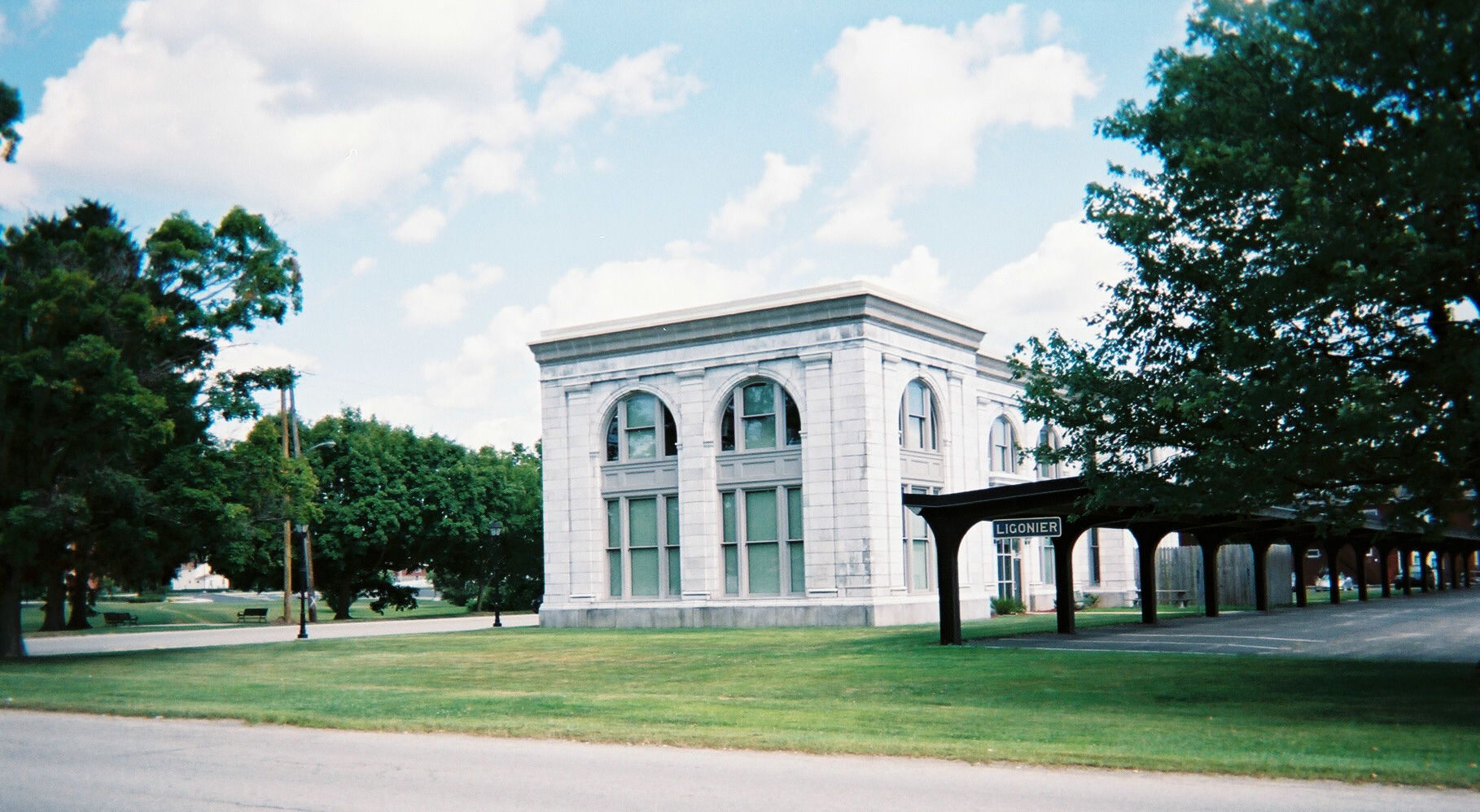
Ehemaliger Bahnhof, heute School District Offices
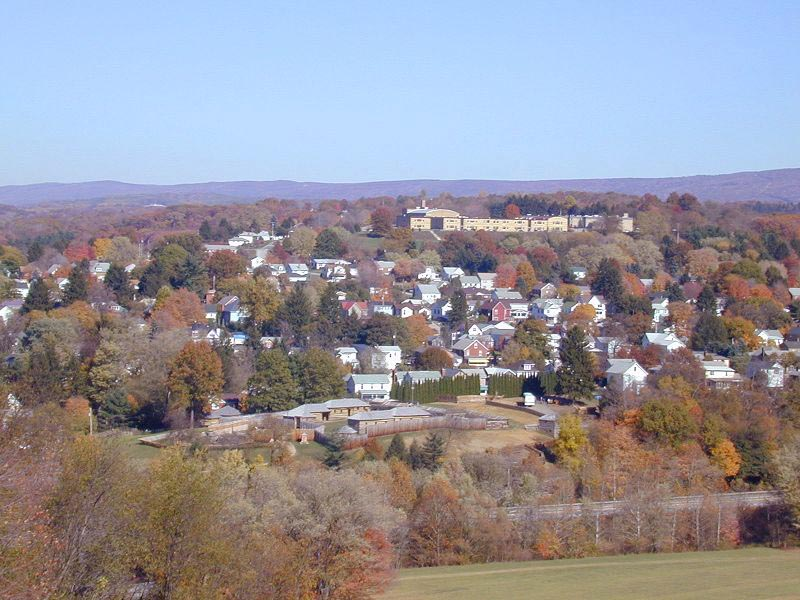
Fort Ligonier
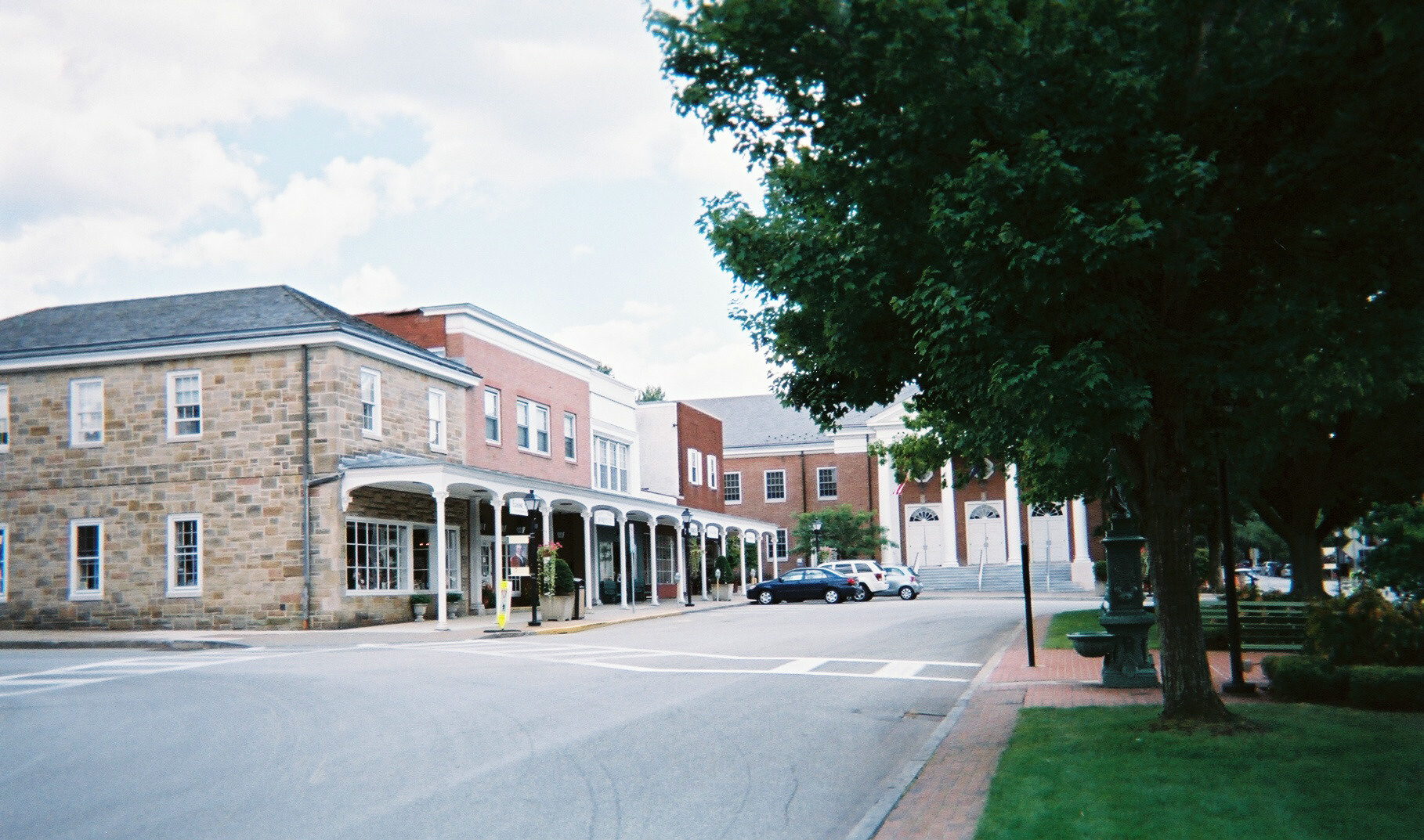
Ortskern von Ligonier mit der Town Hall im Hintergrund.

## Demographie
Nach dem Census of 2000 lebten 1695 Personen in 827 Haushalten und 459 Familien im Borough. Die Bevölkerungsdichte liegt bei 1335.6 E/km². Die Rassenzusammensetzung besteht aus 99,76 % Weißen, 0,06 % Asiaten und 0,18 % aus gemischten Rassen weitere 0,35 % sind Hispanics (Latinos).